# Federación Mexicana de Fútbol Asociación

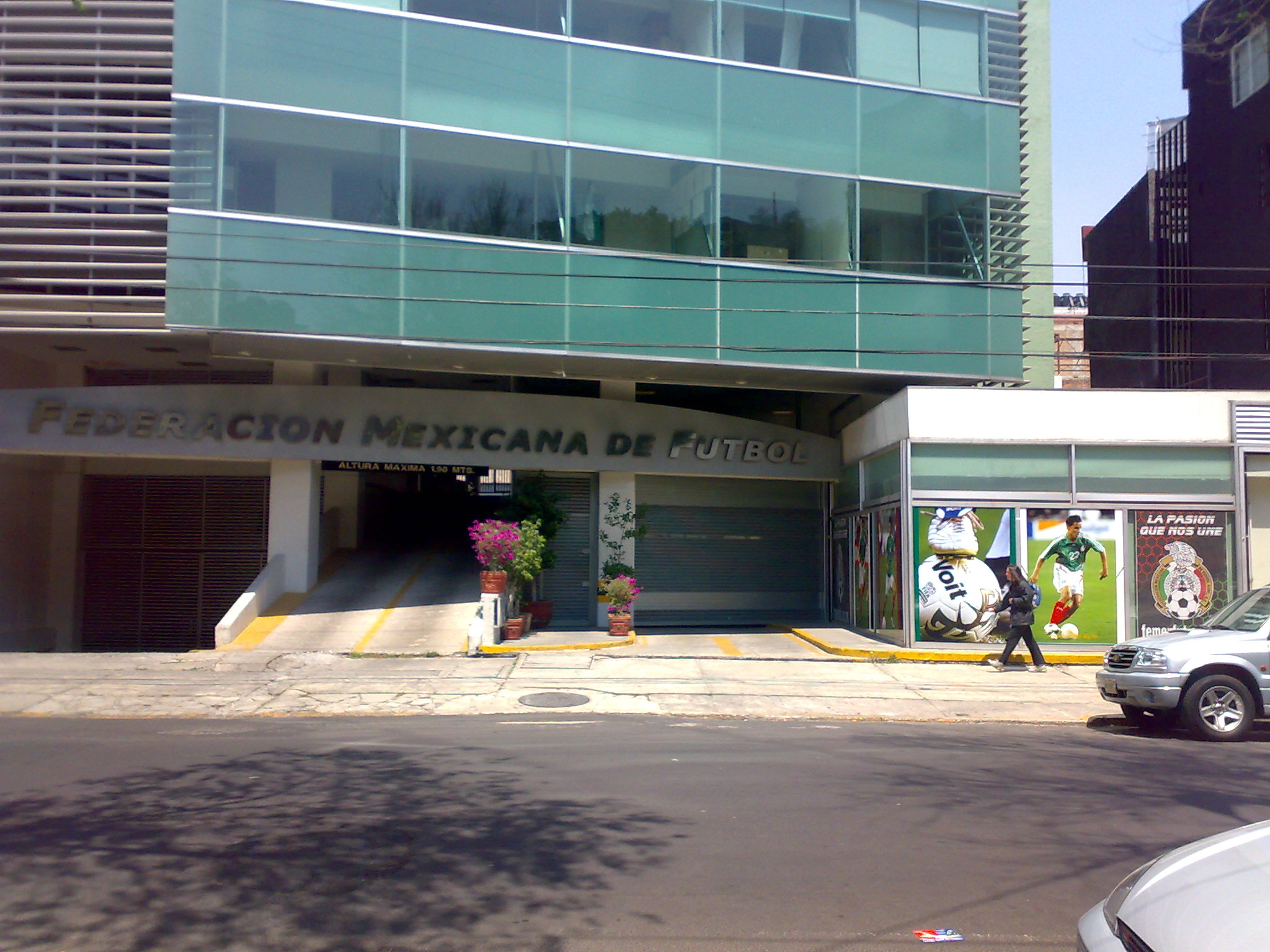

Federación Mexicana de Fútbol Asociación, A.C. (FEMEXFUT) ist der mexikanische Fußballverband. 
Er organisiert die mexikanische Fußballnationalmannschaft, die professionellen Spielklassen der Vereine, die Liga Universitaria (Universitätsliga) und alle dazugehörigen Amateurligen.
Die Profiliga besteht derzeit aus folgenden vier Spielklassen: Primera División, Liga de Ascenso, Segunda und Tercera.
Der Verband organisiert ebenfalls die Super Liga Femenil de Fútbol, die oberste Frauenfußballliga in Mexiko.

## Präsidenten
Übersicht aller bisherigen Präsidenten der FEMEXFUT:
- 192700: Humberto Garza Ramos
- 1928–29: Enrique Gavalda
- 1930–41: Jesús Salgado
- 194200: Carlos Garcés
- 194300: Enrique Chávez Peón
- 1944–47: Germán Núñez Cortina
- 194800: Ernesto Casillas
- 194900: José Luis Canal
- 1950–52: Salvador Barras Sierra
- 1952–54: Pedro Pons
- 1954–56: Salvador Guarneros
- 1956–58: Ignacio Gómez Urquiza
- 1958–60: Moisés Estrada
- 1960–70: Guillermo Cañedo
- 1970–74: José Luis Pérez Noriega
- 197400: Alfonso Estrada
- 197400: Carlos Laviada1
- 1974–78: Juan De Dios De La Torre
- 1978–80: Guillermo Aguilar Álvarez
- 1980–88: Rafael Del Castillo
- 198800: Rafael Castellanos1
- 1988–89: Marcelino García Paniagua
- 1989–90: Jesús Reynoso1
- 1990–93: Francisco Ibarra
- 1993–94: Marcelino García Paniagua1
- 1994–98: Juan José Leaño
- 199800: Raúl Borja Navarrete1
- 1998–00: Enrique Borja García
- 2000–02: Alberto De La Torre Bouvet1
- 2002–06: Alberto De La Torre Bouvet
- 2006–2015: Justino Compeán
- seit 2015: Decio de María

1 Übergangspräsident